# Feuerkraft
Feuerkraft ist ein unpräziser Begriff, mit dem meist umgangssprachlich die Leistung einer Feuerwaffe beschrieben wird. In die Bewertung können verschiedene Faktoren einfließen, die je nach Art der betrachteten Waffe auch verschieden gewichtet werden können:
- Theoretische und praktische Kadenz
- Kapazität des Magazins (soweit vorhanden)
- Wirkung im Ziel als Durchschlagskraft oder als Mannstoppwirkung
- Reichweite